# Ukrainischer Fußballpokal 2011/12
Der Ukrainische Fußballpokal 2011/12 war die 21. Austragung des ukrainischen Pokalwettbewerbs der Männer. Pokalsieger wurde Titelverteidiger Schachtar Donezk. Das Team setzte sich im Finale am 6. Mai 2012 im Olympiastadion von Kiew gegen Metalurh Donezk durch.

## Modus
Alle Begegnungen wurden in einem Spiel ausgetragen. Bei unentschiedenem Ausgang wurde zur Ermittlung des Siegers eine Verlängerung gespielt. Stand danach kein Sieger fest, folgte ein Elfmeterschießen. Unterklassige Mannschaften hatten Heimrecht.
Da Schachtar Donezk auch die Meisterschaft gewann, qualifizierte sich der unterlegene Finalist für die Europa League.

## Teilnehmende Teams
| Premjer-Liha (16) | Perscha Liha (17) | Druha Liha (23) | Amateur-Pokal (2)                            |
| --- | --- | --- | -------------------------------------------- |
| - Arsenal Kiew - Dnipro Dnipropetrowsk - Dynamo Kiew - Illitschiwez Mariupol - Karpaty Lwiw - Krywbas Krywyj Rih - Metalist Charkiw - Metalurh Donezk - Obolon Kiew - PFK Oleksandrija - Schachtar Donezk - Sorja Luhansk - Tawrija Simferopol - Tschornomorez Odessa - Wolyn Luzk - Worskla Poltawa | - Arsenal Bila Zerkwa - FSK Bukowina Czernowitz - Enerhetyk Burschtyn - Helios Charkiw - Krymteplyzja Molodischne - FK Lwiw - MFK Mykolajiw - Naftowyk-Ukrnafta Ochtyrka - Nywa Winnyzja - FK Odessa - Olympik Donezk - Howerla Sakarpattja Uschhorod - Metalurh Saporischschja - PFK Sewastopol - Sirka Kirowohrad - Stal Altschewsk - Tytan Armjansk | - Awanhard Kramatorsk - Bastion Illitschiwsk - Desna Tschernihiw - Dynamo Chmelnyzkyj - Enerhija Nowa Kachowka - Hirnyk Krywyj Rih - Hirnyk-Sport Komsomolsk - Kremin Krementschuk - Krystal Cherson - FK Makijiwwuhillja - FK Mur Hornostajiwka - Nywa Ternopil - FK Poltawa - Prykarpattja Iwano-Frankiwsk - Real-Pharm Juschne - Schachtar Swerdlowsk - MFK Schytomyr - SKAD Jalpuh Bolhrad - FK Skala Stryj - Slawutytsch Tscherkassy - Stal Dniprodserschynsk - FK Sumy - UkrAhroKom Holowkiwka | - Berehwidejk Berehowe - Slowchlib Slowjansk |

## 1. Qualifikationsrunde
Teilnehmer: 18 Drittligisten und die beiden Finalisten des Amateur-Pokals.
| Datum      |                               | Ergebnis              |                              |
| ---------- | ----------------------------- | --------------------- | ---------------------------- |
| 16.07.2011 | Slowchlib Slowjansk (Am)      | 0kampflos 1           | MFK Schytomyr (III)          |
| 16.07.2011 | Desna Tschernihiw (III)       | 0kampflos 2           | Nywa Ternopil (III)          |
| 16.07.2011 | Bastion Illitschiwsk (III)    | 0kampflos 3           | FK Makijiwwuhillja (III)     |
| 16.07.2011 | UkrAhroKom Holowkiwka (III)   | 2:1                   | Awanhard Kramatorsk (III)    |
| 16.07.2011 | Berehwidejk Berehowe (III)    | 1:0                   | Krystal Cherson (III)        |
| 16.07.2011 | Slawutytsch Tscherkassy (III) | 1:0                   | FK Mur Hornostajiwka (III)   |
| 16.07.2011 | SKAD Jalpuh Bolhrad (III)     | 1:2                   | FK Skala Stryj (III)         |
| 16.07.2011 | Real-Pharm Juschne (III)      | 2:5                   | Stal Dniprodserschynsk (III) |
| 16.07.2011 | Hirnyk-Sport Komsomolsk (III) | 1:1 n. V. (3:5 i. E.) | Hirnyk Krywyj Rih (III)      |
| 16.07.2011 | Dynamo Chmelnyzkyj (III)      | 0:1                   | Schachtar Swerdlowsk (III)   |

## 2. Qualifikationsrunde
Teilnehmer: Die 10 Sieger der 1. Qualifikationsrunde, die 17 Zweitligisten und 5 weitere Drittligisten.
| Datum      |                                    | Ergebnis    |                                 |
| ---------- | ---------------------------------- | ----------- | ------------------------------- |
| 16.08.2011 | FSK Bukowina Czernowitz (II)       | 3:2         | Olympik Donezk (II)             |
| 17.08.2011 | Tytan Armjansk (II)                | 0kampflos 4 | Nywa Winnyzja (III)             |
| 17.08.2011 | Howerla Sakarpattja Uschhorod (II) | 1:0         | Helios Charkiw (II)             |
| 17.08.2011 | UkrAhroKom Holowkiwka (III)        | 0:1         | Metalurh Saporischschja (II)    |
| 17.08.2011 | Stal Dniprodserschynsk (III)       | 1:0         | FK Makijiwwuhillja (III)        |
| 17.08.2011 | Slowchlib Slowjansk (Am)           | 1:0         | FK Odessa (II)                  |
| 17.08.2011 | FK Skala Stryj (III)               | 0:2         | Arsenal Bila Zerkwa (II)        |
| 17.08.2011 | Schachtar Swerdlowsk (III)         | 4:1         | Slawutytsch Tscherkassy (III)   |
| 17.08.2011 | Kremin Krementschuk (III)          | 2:0         | Hirnyk Krywyj Rih (III)         |
| 17.08.2011 | FK Lwiw (II)                       | 1:3         | Sirka Kirowohrad (II)           |
| 17.08.2011 | Enerhija Nowa Kachowka (III)       | 0:4         | MFK Mykolajiw (II)              |
| 17.08.2011 | Prykarpattja Iwano-Frankiwsk (III) | 1:2         | FK Poltawa (III)                |
| 17.08.2011 | Desna Tschernihiw (III)            | 0:2         | Enerhetyk Burschtyn (II)        |
| 17.08.2011 | Stal Altschewsk (II)               | 0:1         | PFK Sewastopol (II)             |
| 17.08.2011 | FK Sumy (III)                      | 3:1         | Krymteplyzja Molodischne (II)   |
| 17.08.2011 | Berehwidejk Berehowe (Am)          | 1:0         | Naftowyk-Ukrnafta Ochtyrka (II) |

## 1. Runde
Teilnehmer: Die 16 Sieger der 2. Qualifikationsrunde und die 16 Erstligisten.
| Datum      |                              | Ergebnis              |                                    |
| ---------- | ---------------------------- | --------------------- | ---------------------------------- |
| 21.09.2011 | Tytan Armjansk (II)          | 0:1                   | Dnipro Dnipropetrowsk (I)          |
| 21.09.2011 | Schachtar Swerdlowsk (III)   | 0:2                   | Schachtar Donezk (I)               |
| 21.09.2011 | FK Poltawa (III)             | 0:1                   | Karpaty Lwiw (I)                   |
| 21.09.2011 | Stal Dniprodserschynsk (III) | 2:1                   | PFK Sewastopol (II)                |
| 21.09.2011 | Slowchlib Slowjansk (Am)     | 0:2                   | Sorja Luhansk (I)                  |
| 21.09.2011 | MFK Mykolajiw (II)           | 0:2                   | Worskla Poltawa (I)                |
| 21.09.2011 | Kremin Krementschuk (III)    | 2:3                   | Dynamo Kiew (I)                    |
| 21.09.2011 | FSK Bukowina Czernowitz (II) | 2:1                   | Obolon Kiew (I)                    |
| 21.09.2011 | Berehwidejk Berehowe (Am)    | 0:3                   | Metalist Charkiw (I)               |
| 21.09.2011 | Enerhetyk Burschtyn (II)     | 0:1                   | Tschornomorez Odessa (I)           |
| 21.09.2011 | Arsenal Bila Zerkwa (III)    | 2:3 n. V.             | Krywbas Krywyj Rih (III)           |
| 21.09.2011 | Arsenal Kiew (I)             | 5:0                   | PFK Oleksandrija (I)               |
| 21.09.2011 | FK Sumy (III)                | 1:1 n. V. (3:2 i. E.) | Sirka Kirowohrad (II)              |
| 21.09.2011 | Metalurh Donezk (I)          | 2:0                   | Tawrija Simferopol (I)             |
| 21.09.2011 | Wolyn Luzk (I)               | 7:1                   | Illitschiwez Mariupol (I)          |
| 21.09.2011 | Metalurh Saporischschja (II) | 1:0                   | Howerla Sakarpattja Uschhorod (II) |

## Achtelfinale
Teilnehmer: Die 16 Sieger der 1. Runde.
| Datum      |                              | Ergebnis  |                           |
| ---------- | ---------------------------- | --------- | ------------------------- |
| 26.10.2011 | Stal Dniprodserschynsk (III) | 0:4       | Tschornomorez Odessa (I)  |
| 26.10.2011 | FSK Bukowina Czernowitz (II) | 0:2       | Arsenal Kiew (I)          |
| 26.10.2011 | Metalurh Donezk (I)          | 4:0       | Krywbas Krywyj Rih (I)    |
| 26.10.2011 | Wolyn Luzk (I)               | 3:2 n. V. | Dnipro Dnipropetrowsk (I) |
| 26.10.2011 | Metalurh Saporischschja (II) | 3:0       | Worskla Poltawa (I)       |
| 26.10.2011 | FK Sumy (III)                | 1:3       | Sorja Luhansk (I)         |
| 26.10.2011 | Karpaty Lwiw (I)             | 1:0       | Metalist Charkiw (I)      |
| 26.10.2011 | Dynamo Kiew (I)              | 2:3       | Schachtar Donezk (I)      |

## Viertelfinale
| Datum      |                              | Ergebnis  |                          |
| ---------- | ---------------------------- | --------- | ------------------------ |
| 11.04.2012 | Metalurh Saporischschja (II) | 0:1       | Schachtar Donezk (I)     |
| 11.04.2012 | Arsenal Kiew (I)             | 0:1 n. V. | Wolyn Luzk (I)           |
| 11.04.2012 | Sorja Luhansk (I)            | 0:1 n. V. | Metalurh Donezk (I)      |
| 11.04.2012 | Karpaty Lwiw (I)             | 2:1       | Tschornomorez Odessa (I) |

## Halbfinale
| Datum      |                     | Ergebnis              |                      |
| ---------- | ------------------- | --------------------- | -------------------- |
| 27.04.2012 | Wolyn Luzk (I)      | 3:4                   | Schachtar Donezk (I) |
| 28.04.2012 | Metalurh Donezk (I) | 0:0 n. V. (7:6 i. E.) | Karpaty Lwiw (I)     |

## Finale
| Paarung          | Metalurh Donezk – Schachtar Donezk |
| Ergebnis         | 1:2 n. V. (1:1, 0:1) |
| Datum            | 6. Mai 2012 |
| Stadion          | Olympiastadion Kiew, Kiew |
| Zuschauer        | 47.314 |
| Schiedsrichter   | Anatolij Abdula |
| Tore             | 0:1 Alex Teixeira (23.) 1:1 Mykola Morosjuk (69.) 1:2 Oleksandr Kutscher (104.) |
| Metalurh Donezk  | Oleksandr Bandura – Mykola Morosjuk, Wjatscheslaw Tschetscher , Oleksandr Wolowyk, João Pedro Gonçalves – Karlen Mkrttschjan, Đorđe Lazić, Ze Soares (114. Oleh Mischtschenko), Welisar Dimitrow (90. Danilo) – Geworg Ghasarjan (73. Gregory Nelson), Dramane Traoré Cheftrainer: Wolodymyr Pjatenko |
| Schachtar Donezk | Andrij Pjatow – Darijo Srna , Jaroslaw Rakyzkyj, Oleksandr Kutscher, Răzvan Raț – Fernandinho, Oleksij Haj (107. Taras Stepanenko), Alex Teixeira. Willian – Henrich Mchitarjan (62. Douglas Costa), Luiz Adriano (106. Jewhen Selesnjow) Cheftrainer: Mircea Lucescu ( Rumänien)                     |
| Gelbe Karten     | Karlen Mkrttschjan, Geworg Ghasarjan, Ze Soares – Henrich Mchitarjan, Fernandinho |